# Erebochlora
Erebochlora là một chi bướm đêm thuộc họ Geometridae.

## Các loài
- Erebochlora tesserulata (Felder & Rogenhofer, 1875)